# Фактория
Факторията (от латински: facere, „правя“) е организация или обособено селище на търговци на територията на чужда страна.
Факториите възникват в средновековна Европа като обединения на търговци, работещи в чужда страната, които защитават общите им интереси пред местните власти. Често търговците живеят и работят в близост до сградата на своята фактория. В епохата на Великите географски открития фактории на Португалия, Нидерландия и други европейски държави възникват в отдалечени области на Африка, Азия и Америка. Те развиват активна търговска дейност, често предшествайки по-активната колонизация.